# Speed ball
Speedball är en form av paintball. Det spelas i tre-, fem- eller sjumannalag på en paintballbana där uppblåsabara värn placerats ut. Bakom dessa kan spelarna ta skydd. Speedball går ut på att man ska skjuta ut det andra laget. Inom denna typ av paintballspelande anordnas internationella tävlingar. Joy division, som är Sveriges bästa lag, är ett av världens främsta inom sporten.